# 奈須広成
奈須 広成（なす の ひろなり、生没年不詳）は、奈良時代の人物。姓（カバネ）は直。

## 解説
奈須氏（奈須直）は下野国那須郡を本拠とし、陸奥国白河郡でも郡司を務めた豪族である。益国の名が記された木簡は、陸奥国の国府があった多賀城跡で実施された第83次発掘調査で見つかった。場所はゴミ捨て用に掘られたと思われる穴の跡の中である。
その木簡（第417号木簡）は幅広の板で、表には多数の人名が列挙されていたらしいが、墨が薄いせいで大伴部益国の名しか読めなかった。裏には「平神護」「奈須直広成」と見えた。このうち「広成」だけが他の箇所と異なる筆跡で書かれており、部下が書いたものに広成が署名して正式なものにしたと思われる。また、「平神護」は「天平神護二年」と読めそうで、西暦ではおおよそ766年にあたる。
文書の性格は不明だが、広成がかなりの責任ある地位にあったことは間違いない。陸奥国の奈須氏としては、承和15年（848年）に奈須赤竜が白河郡大領だったことが知られるが、広成がいた8世紀から既に郡領クラスの地位にあったと考えられる。